# Erbium(III)-chlorid
Erbium(III)-chlorid ist eine chemische Verbindung aus der Gruppe der Chloride.

## Gewinnung und Darstellung
Erbium(III)-chlorid kann durch Reaktion von Erbium(III)-oxid oder Erbium(III)-carbonat und Ammoniumchlorid gewonnen werden.
{\displaystyle \mathrm {Er_{2}O_{3}+6\ NH_{4}Cl\longrightarrow 2\ ErCl_{3}+6\ NH_{3}+3\ H_{2}O} }
Das Hexahydrat entsteht durch Reaktion von Erbium mit Salzsäure. Durch Reaktion mit Thionylchlorid kann dieses zur Anhydratform umgesetzt werden.
{\displaystyle \mathrm {2\ Er+6\ HCl\longrightarrow 2\ ErCl_{3}+3\ H_{2}} }
Erbium(III)-chlorid kann auch direkt aus den Elementen Erbium und Chlor synthetisiert werden.
{\displaystyle \mathrm {2\ Er+3\ Cl_{2}\longrightarrow 2\ ErCl_{3}} }

## Eigenschaften

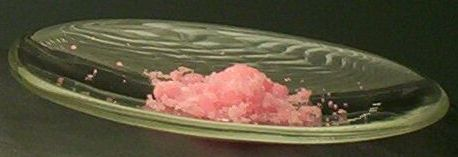
Erbium(III)-chlorid-Hexahydrat unter dem Licht einer Leuchtstofflampe

Erbium(III)-chlorid ist ein fast farbloser leicht rosaroter Feststoff. Sein Hexahydrat ist ein rosafarbener hygroskopischer Feststoff. Beide sind löslich in Wasser. Erbium(III)-chlorid besitzt eine monokline Kristallstruktur mit der Raumgruppe C2/m (Raumgruppen-Nr. 12) entsprechend der von Aluminium(III)-chlorid. Das Hexahydrat besitzt ebenfalls eine monokline Kristallstruktur mit der Raumgruppe P2/n (Nr. 13, Stellung 2). Erbium (III)-chlorid ist ein guter Katalysator für die Acylierung von Alkoholen und Phenolen.

## Verwendung
Erbium(III)-chlorid wird zur Herstellung von reinem Erbium verwendet. Es kann auch als Ausgangsmaterial für neue kantenverbrückte oktaedrische M6-Cluster-Verbindungen wie CsErTa6Cl18 verwendet werden, für die Elektronen- und Stabilitätsstudien durchgeführt werden.
Zudem kann es zur Synthese chloridischer Ionenleiter wie K2,6Er0,6Zr0,4Cl6 verwendet werden, welche für die Verwendung in Festkörperbatterien diskutiert werden. Die Synthese erfolgt durch mechanochemische Umsetzung mit Kaliumchlorid und Zirconium(IV)-chlorid.